# Тверская соборная мечеть
Тверская соборная мечеть (тат. Тверь шәһәре җәмигъ мәчете) — историческая мечеть в Твери, построенная в 1906 году. Объект культурного наследия регионального значения.

## История

### Строительство
Решение о строительстве в Твери мечети было принято местными мусульманами в 1905 году. Тверской имам Хусаин Сеид-Бурхан (1876—1933) собрал сведения о численности мусульман в составе расквартированных в городе полков (8-го гренадерского и 1-го Драгунского); их оказалось 73 человек. По сведениям товариществ Тверской и Рождественской мануфактуры братьев Коняевых и администрации завода Ивана Залогина, в составе указанных коллективов работало до 150 мусульман. В целом по Твери в строительстве мечети испытывали необходимость около 300 человек. Сбором документов для получения разрешения на строительство занимался Ф. И. Алышев; он же взял на себя ответственность перед властью губернии за строительство здания как доверенное лицо мусульманской общины города.
17 апреля 1906 года в губернское правление поступило прошение от Ф. И. Алышева, содержащее просьбу утвердить проект и разрешить возведение мечети; к нему прикладывался документ, на основании которого ещё 12 августа 1905 года городская управа выделила под строительство Тверской соборной мечети участок земли напротив Земской больницы в конце Миллионной улицы площадью 150 кв. саженей (около 315 м²). После подтверждения согласия о строительстве мечети со стороны различных ветвей власти документы поступили в строительное отделение губернского правления и были рассмотрены 11 июля 1906 года. К тому времени строительство было уже развернуто: с конца апреля 1906 года началось возведение каменных стен, а 3 октября того же года строительство было полностью завершено.
На строительство Тверской соборной мечети собирала средства вся мусульманская община (было собрано по подписке в Твери и др. городах ок. 2500 руб.), но основную часть расходов взял на себя Ф. И. Алышев. В целом постройка обошлась в 15 тысяч рублей, оборудование здания — в 2 тысячи.

### Открытие
Торжественное открытие Тверской соборной мечети состоялось 27 октября 1906 года в месяц Рамадан; ему предшествовало торжественное богослужение, которое провели петербургский ахун А. Баязитов, московский — Х. Агеев и тверской имам Х. Сеид-Бурхан. На открытии мечети присутствовали тверской губернатор, городской голова, начальник Тверского гарнизона, гости из Петербурга: генерал от кавалерии князь Чингиз-хан, редактор-издатель ряда петербургских мусульманских газет Г.-Р. Ибрагимов и др. высокопоставленные лица. Была зачитана телеграмма от имени императора Николая II, в которой «в связи с официальным открытием мечети Его Величество… повелевает для полного завершения строительства пожертвовать две тысячи рублей». После речи губернатора в Общественном собрании Ф. И. Алышев дал по случаю открытия Тверской соборной мечети торжественный обед, во время которого ораторы подчеркивали необходимость дальнейшего развития «духовной дружбы» между мусульманами и православными, живущими в Твери.

### После закрытия
Тверская соборная мечеть была официально закрыта в июле 1935 года. В советское время в здании размещались различные учреждения, в частности долгое время здесь был ресторан «Восток». Но мусульманская община Тверской области продолжала существовать, возглавляемая неофициальными муллами.

### Постсоветское время
Исмаил Файзрахманов стал и официальным имамом в Тверской соборной мечети в 1992 году, когда здание мечети было возвращено мусульманской общине. В 1998—2003 годах имам-хатыбом Тверской соборной мечети являлся выходец из Нижегородчины Фанис Билялов, окончивший Московский высший исламский духовный колледж. С 2003 года имам-хатыбом является Р. М. Мусин.
27 октября 2006 года членами мусульманской общины и общественностью Твери широко отмечался 100-летний юбилей Тверской соборной мечети. На праздник прибыло множество гостей, в том числе председатель СМР муфтий Равиль Гайнутдин, председатель ДУМНО Умар Идрисов, видные представители мусульманской общин Нижнего Новгорода, Ярославля, Иванова, Вологды и др. После праздничного богослужения и обеда с руководителями Тверского региона в ДК «Пролетарка» состоялось торжественное заседание, посвященное этому знаменательному событию, во время которого мусульман области тепло приветствовал и поздравил губернатор Дмитрий Зеленин.
Ремонт здания Тверской соборной мечети был развернут только в 2008 году. На реставрацию из федерального бюджета было выделено более 4 млн рублей, что позволило произвести ремонт помещения, привести в порядок всю территорию исламского комплекса, укрепить фундамент соборной мечети и обновить позолоту её полумесяцев и шпилей.
В 2020 году проводилась повторная капитальная реставрация при поддержке фонда имени первого президента Чеченской республики Ахмата Хаджи Кадырова. Проект реставрации предполагал полное сохранение изначального вида здания, которому насчитывается 114 лет. Работы затронули не только фасад, но и внутреннее убранство. 5 октября в соборной мечети Твери прошло её открытие.

## Архитектура
Здание Тверской соборной мечети выполнено по образцовому проекту 1844 года в новомавританском стиле. Архитектор — Б. Г. Поляк. Длина здания — 12 м; протяженность его подчеркнута с помощью членения 6 оконными проемами с подковообразными арками. Зрительному уменьшению массива здания служат звездчатые 8-конечные окна, а также карниз с элементами местного зодчества. По углам крыши расположены маленькие купола, соединенные зубчатым гребешком, растянутым по всему периметру. В северной части, в углу над входом, расположен минарет — цилиндрическая башня высотой 16,3 м с куполом; на минарете расположен шпиль здания высотой до 4,5 м. Крыша северного объёма украшена кирпичным узором в восточном стиле. Вокруг окон располагалась лепнина, которая почти целиком была утрачена по прошествии времени и сегодня подлежит реставрации. Рустовка — чередование горизонтальных полос в два цвета: белого и красного — придает облику мечети особую выразительность и по стилю роднит здание Тверской соборной мечети с мечетями Владикавказа и Потсдама. Зал для молитвы имеет вместительные хоры и галереи на уровне 2-го этажа, куда ведет маршевая лестница. В 1913 году вокруг Тверской соборной мечети появилась каменная ограда с металлическими стрельчатыми секциями, соединенными каменными столбами.